# Бочкарёв, Гурий Николаевич
Гурий Николаевич Бочкарёв — советский хозяйственный, государственный и политический деятель.

## Биография
Родился в 1915 году. Член КПСС с 1943 года.
С 1936 года — на хозяйственной, общественной и политической работе. В 1936—1976 гг. — инженерный и партийный работник в городе Москве, заместитель заведующего отделом Московского городского комитета КПСС, первый секретарь Ждановского райкома КПСС города Москвы, секретарь Московского городского комитета КПСС, председатель Закавказского бюро ЦК КПСС, ответственный работник ЦК КПСС, заместитель министра электротехнической промышленности СССР.
Делегат XX, XXI и XXII съездов КПСС.
Умер в 2000 году.